# جوان لتم
جوان لتم (انگلیسی: Joanne Latham؛ زاده ۲۱ مارس ۱۹۶۱) یک مانکن اهل انگلستان است. 